# Члухув
Члу́хів або Члехове (пол. Człuchów, каш. Człëchòwò, нім. Schlochau) — місто в північній Польщі.
Адміністративний центр Члуховського повіту Поморського воєводства.

## Демографія
Демографічна структура станом на 31 березня 2011 року:
|          | Загалом | Допрацездатний вік | Працездатний вік | Постпрацездатний вік |
| -------- | ------- | ------------------ | ---------------- | -------------------- |
| Чоловіки | 7030    | 1364               | 5047             | 619                  |
| Жінки    | 7598    | 1300               | 4691             | 1607                 |
| Разом    | 14628   | 2664               | 9738             | 2226                 |

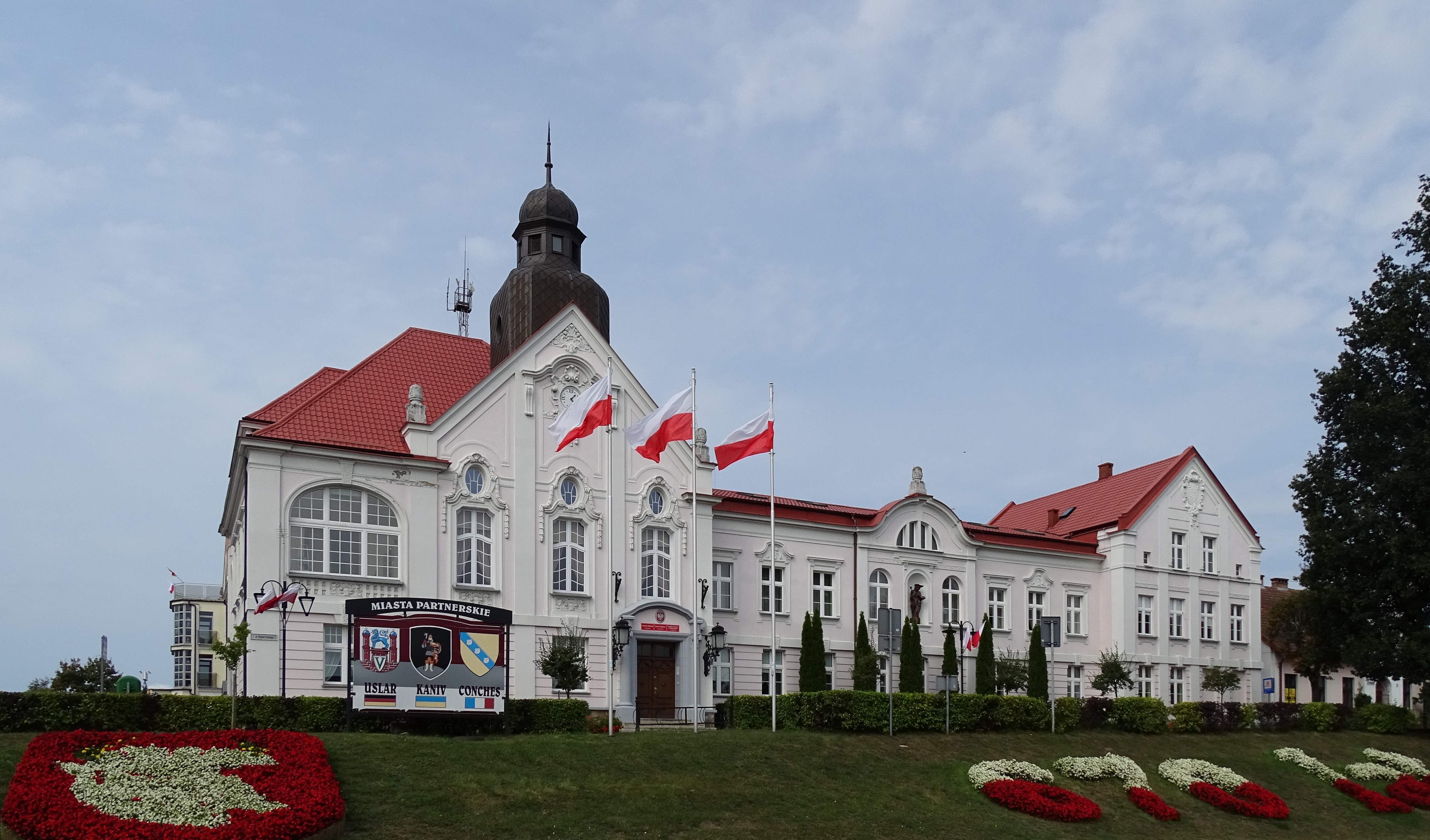
Мерія.
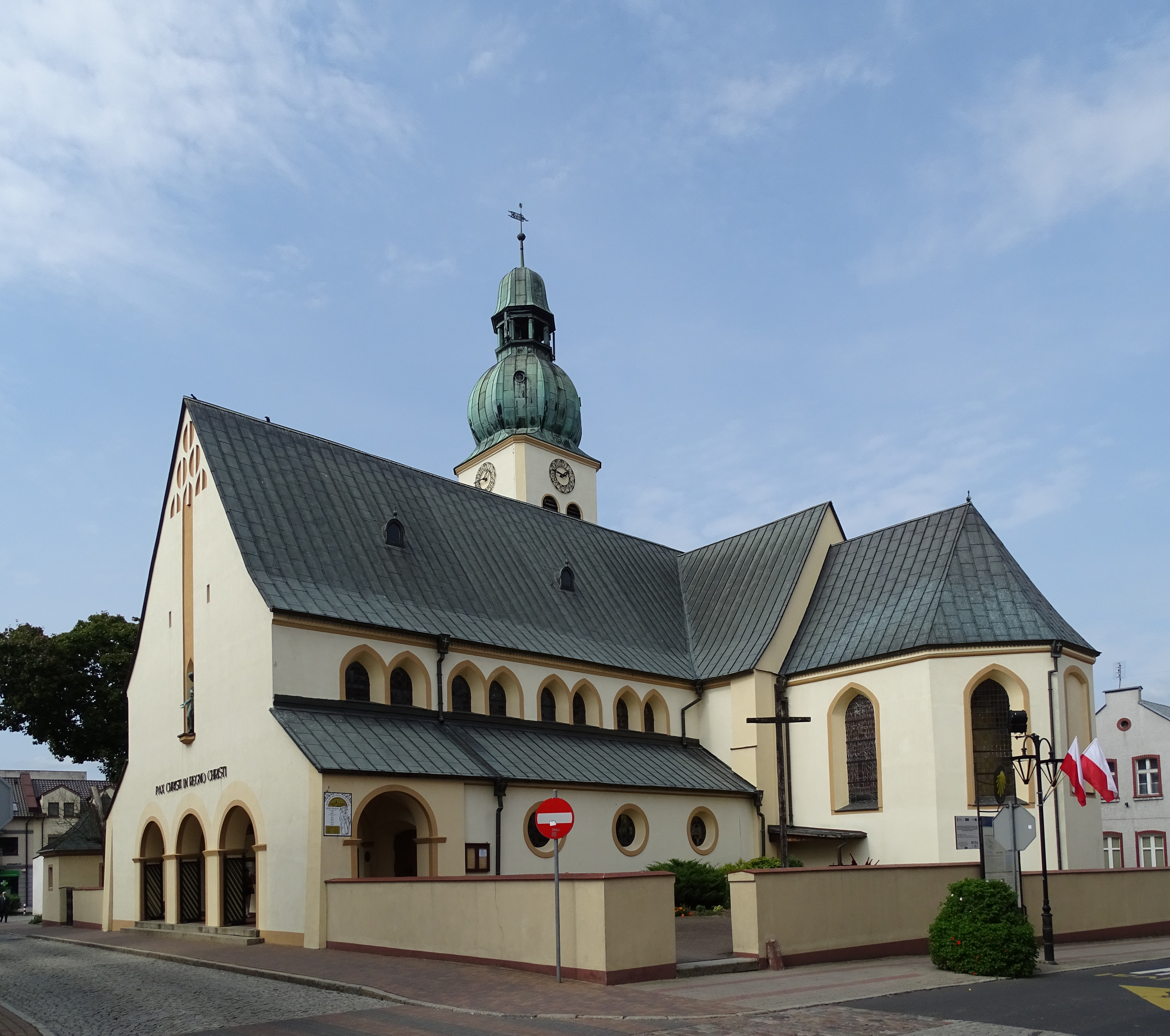
Костел Святого Якова.
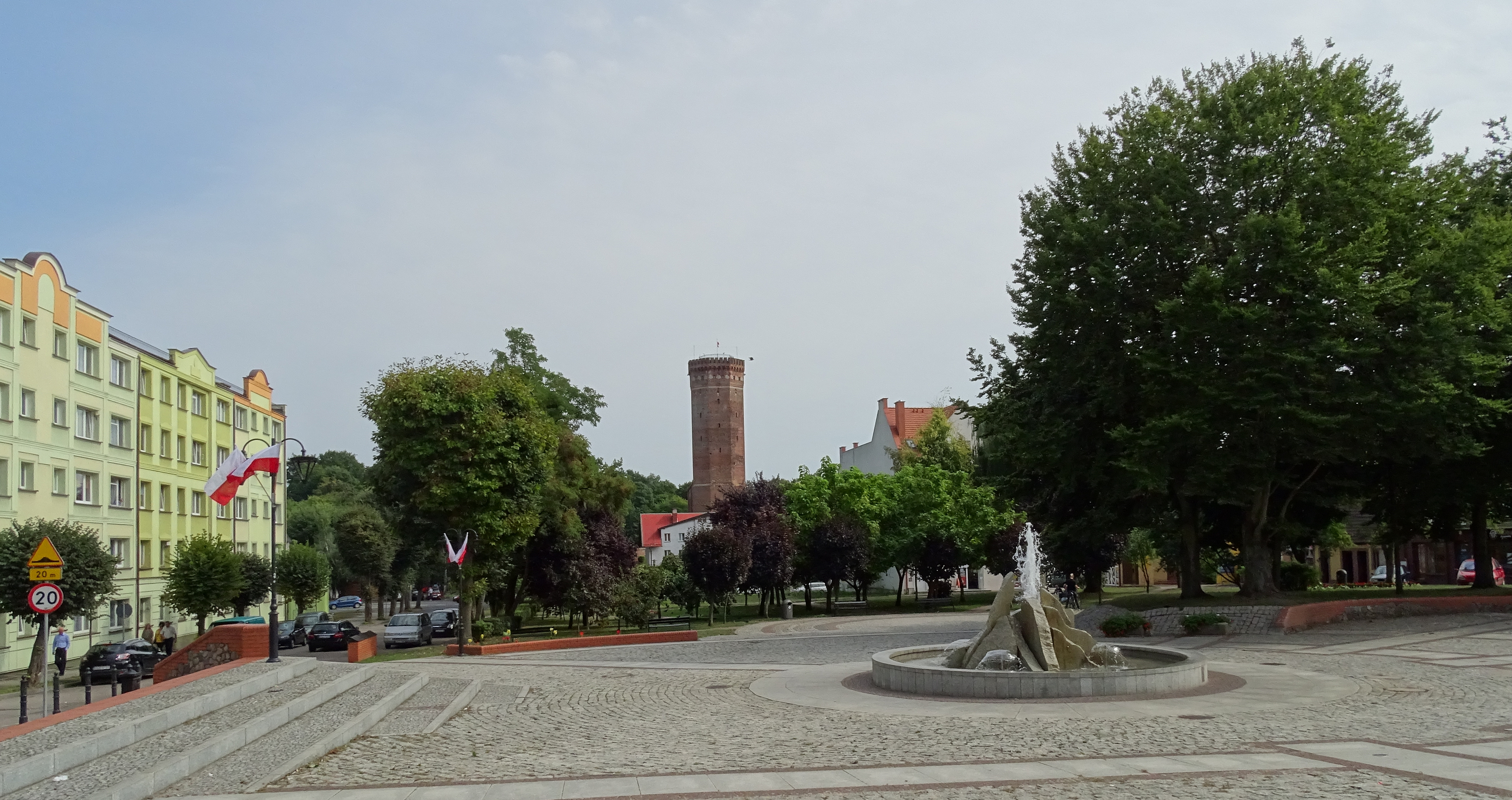
Видно ринкову площу із замковою вежею.

## Українці в Члухові
В Члухові мешкає українська меншість, що депортована внаслідок злочинної акції «Вісла». У місті наявна українська греко-католицька церква Різдва св. Івана Хрестителя по вул. Traugutta 12. Парафія функціонує від 1991 р. Метричні книги ведуться від 1992 р. Парафія підпорядковується Слупському деканату. Священник з Члухова обслуговує також парафії УГКЦ у с. Барково та с. Слупя. Вірні збираються у місцевих римо-католицьких костелах. У Члухові діє коло ОУП, що підпорядковується Варшаві. Світлиця діє при церкві. Партнерським містом Члухова є українське місто Канів.

### Народилися в Чулхові
Євген Мирослав Попович – архієпископ і митрополит Перемишльсько-Варшавський Української греко-католицької церкви 
Отець-митрат Андрій Сорока – настоятель греко-католицьких парафій в Пасленку та Ельблонгу, локальний український діяч на Помор'ї.